# Càlig
Càlig là một đô thị trong tỉnh Castellón, Cộng đồng Valencia, Tây Ban Nha. Đô thị Càlig có diện tích 27,5 km², dân số theo điều tra năm 2010 của Viện thống kê quốc gia Tây Ban Nha là 2217 người. Đô thị Càlig nằm ở khu vực có độ cao 122 mét trên mực nước biển.